# François Joly (écrivain)
Pour les articles homonymes, voir François Joly et Joly.
François Joly, né le 23 novembre 1939, est un écrivain français, auteur de roman policier et de littérature d'enfance et de jeunesse.

## Biographie
Après avoir passé son enfance à Vias dans l'Hérault, il fait des études universitaires à Lyon et à Grenoble, il obtient une licence d’histoire et de géographie. En 1961 et 1962, il effectue son service militaire à Oran pendant la guerre d’Algérie.
En 1989, il publie son premier roman Be-bop à Lola dans lequel il crée le personnage de Pierre Curveillé, patron lyonnais d'une entreprise de dépannage en tous genres qui apparaît dans trois autres romans. En 2002, il publie La Rage, « son meilleur roman » selon Claude Mesplède qui y voit « un roman d'action, fort bien agencé et riche en rebondissements ».
François Joly est le directeur artistique du festival de roman policier Sang d'encre, membre de l'équipe du festival Jazz à Vienne et membre du conseil d'administration de la maison des jeunes et de la culture de Vienne.

## Œuvre

### SériePierre Curveillé
- Be-bop à Lola, Série noire no 2180, 1989, réédition Folio policier no 294, 2003
- L'Homme au mégot, Série noire no 2247, 1990
- Notes de sang, Éditions de la Table ronde, 1993, réédition Série noire no 2465, 1997
- Le Grand Blanc, Éditions Baleine, collection Canaille revolver no 90, 1997

### Autres romans
- Chicagone, Le Poulpe no 34, 1997
- La Rage, Série noire no 2645,  2002
- J'ai été un voleur de tableau, Carnets des sept collines, volume 6, 2003
- Les Fans sans balance, Éditions La Branche Suite noire no 9, 2006
- La mort, comme un service, collection Petite Nuit, Éditions Nykta, 2009
- Péché mortel, collection Raretés des sept collines, 2009

### Recueil de nouvelles
- Moral ou immoral, c'est selon..., Realis Utopia, 2008

### Littérature d’enfance et de jeunesse
- La Calanque des ermites, Souris noire no 7, 1997, réédition Oskar polar, 2008
- Je vous promets l'enfer, collection Noir sang, Oslo jeunesse, 2009

## Sources
- Claude Mesplède (dir.), Dictionnaire des littératures policières, vol. 2 : J - Z, Nantes, Joseph K, coll. « Temps noir », 2007, 1086 p. (ISBN 978-2-910-68645-1, OCLC 315873361).
- Claude Mesplède, Les années "Série noire" bibliographie critique d'une collection policière, vol. 5 : 1982-1995, Amiens, Encrage, coll. « Travaux » (no 36), 2000.